# 被遺忘的新娘
《被遺忘的新娘》（英語：A Bride For Rip Van Winkle）是一部於2016年上映，由岩井俊二編寫、導演和監製的電影。同名小說由文藝春秋株式會社發行。本片由黑木華領銜擔綱女主角，於2016年3月26日在日本上映。由於岩井俊二導演是受日本311大地震啟發，深深體會到人類生死無常，才會花費四年半精心籌備拍攝本片，因為如此，台灣才選在2016年3月11日，就是地震發生的5週年當天上映。香港方面則在2016年3月17日上映。

## 劇情概要
本片以東京為舞台，派遣教師皆川七海（黑木華 飾）即將與在社群網站認識的鐵也結婚，因擔心婚禮親友出席人數不足而委託「萬事屋」的安室（綾野剛 飾）來充場面。沒想到婚後七海就發現丈夫外遇，卻反被婆婆指控不忠逐出家門。為了生計，迫於無奈，七海只得透過安室引薦，展開一連串「包羅萬事」的奇妙打工。先是代為出席別人的婚禮，再接下月薪百萬且包吃包住的女傭工作，也在過程中認識了個性奔放的同事真白（Cocco 飾）。儘管真白因身體狀況欠佳而日漸消瘦，但是她對工作的熱情與拜金傾向卻絲毫不受影響。有一天，真白突然提出想買婚紗的奇怪要求，這究竟會為七海波滔不斷的人生，掀起怎樣不可思議的情節呢？

## 角色
皆川七海（みながわ ななみ）
安室行舛（あむろ ゆきます）
里中真白（さとなか ましろ）
鶴岡加也子（つるおか かやこ）
鶴岡鐵也（つるおか てつや）
高嶋優人（たかしま ゆうと）
皆川博徳（みながわ ひろのり）
皆川晴海（みながわ はるみ）
滑（なめり）
恒吉冴子（つねよし さえこ）
里中珠代（さとなか たまよ）

## 主要演員
- 皆川七海：黒木華
- 安室行舛：綾野剛
- 里中真白：Cocco
- 鶴岡加也子：原日出子
- 鶴岡鐵也：地曵豪
- 高嶋優人：和田聰宏
- 滑：佐生有語
- 皆川博德：金田朋夫
- 皆川晴海：毬谷友子
- 恒吉冴子：夏目奈奈
- 里中珠代：莉莉 (日本演員)

## 市場
該片由日本東映發行。

## 小說
- 岩井俊二，《被遺忘的新娘》， 文藝春秋，2015年12月5日發行，ISBN 9784163903774

## 製作團隊
- 原作、編劇、導演： 岩井俊二
- 執行製作： 杉田成道
- 製作人：宮川朋之、水野昌、紀伊宗之
- 製作：Rockwell Eyes
- 攝影：神戸千木
- 美術：部谷京子
- 造型：申谷弘美
- 化妝：外丸愛
- 音樂監製：桑原真子
- 發行：東映
- 製作公司：Rockwell Eyes
- 製作：RVW電影共同集團（Rockwell Eyes、日本電影專業頻道、東映、波麗佳音、光TV、木下集團、BS富士、帕帕多音樂出版）

## 相關作品
- 連續劇《被遺忘的新娘 serial edition 》，2016年4月1日起於bs-sptv播出 。登場角色與電影版相同，但故事不同。全劇共6集。
- 寫真集《黑木華寫真集 電影「被遺忘的新娘」》2016年6月10日由日本Little More出版社發行。

## 外部連結
- 《被遺忘的新娘》網站
- 被遺忘的新娘的X（前Twitter）
- 被遺忘的新娘的Facebook專頁